# Лобрас
Лобрас (ісп. Lobras) — муніципалітет в Іспанії, у складі автономної спільноти Андалусія, у провінції Гранада. Населення — 146 осіб (2010).
Муніципалітет розташований на відстані близько 390 км на південь від Мадрида, 44 км на південний схід від Гранади.
На території муніципалітету розташовані такі населені пункти: (дані про населення за 2010 рік)
- Куеста-де-Альмендрос: 12 осіб
- Лобрас: 99 осіб
- Лос-Моронес: 8 осіб
- Тімар: 27 осіб

## Демографія
Динаміка населення (INE ):

## Галерея зображень

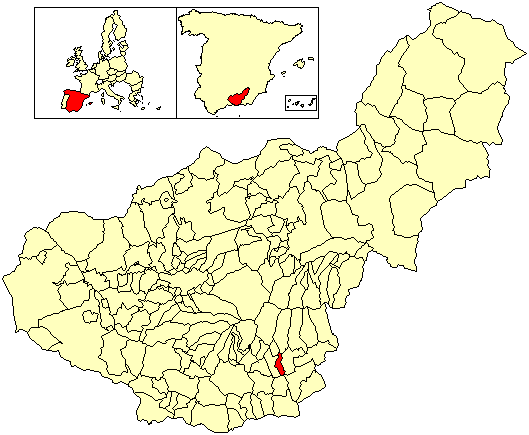
Розташування муніципалітету у провінції Гранада